# Anua arfaki
Anua arfaki là một loài bướm đêm trong họ Erebidae.